# Tunel Guoliang

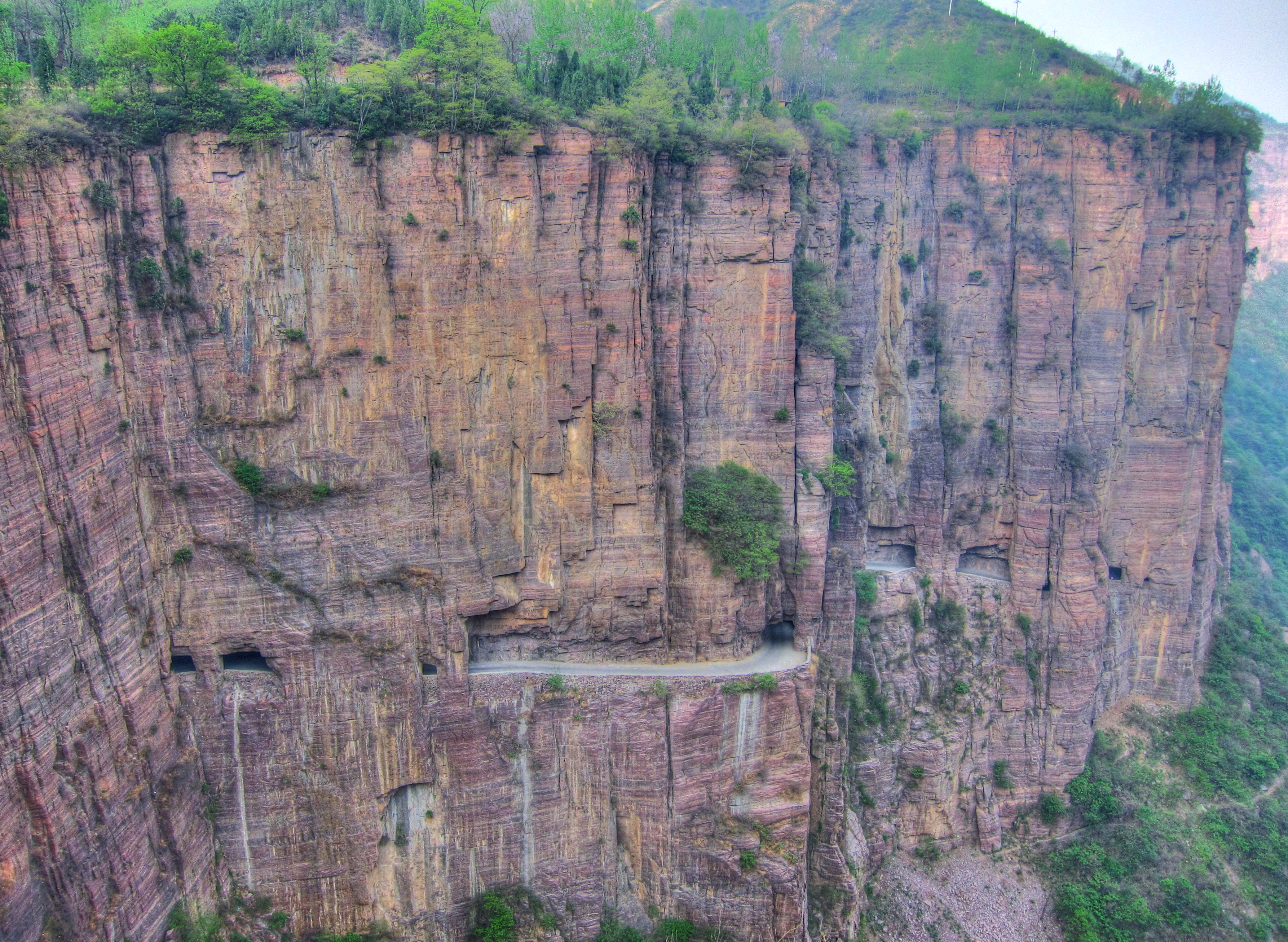
Tunel Guoliang, China.

El túnel de Guoliang está tallado a lo largo del lado y a través de una montaña en China. El túnel se encuentra en las Montañas Taihang, en la provincia china de Henan.
Antes de que el túnel fuera construido, el acceso a Guoliang era un difícil camino tallado en la ladera de la montaña. Guolinag está situado en un valle rodeado de altas montañas aisladas de la civilización. En 1972 un grupo de pobladores liderados por Shen Mingxin hizo planes para trazar un camino en la ladera de la montaña. Trece pobladores comenzaron el proyecto, pero algunos murieron durante la construcción.  El túnel tiene 1,2 kilómetros (0,75 millas) de largo, 5 metros (16 pies) de alto y 4 metros (13 pies) de ancho. 
El 1 de mayo de 1977, el túnel fue abierto al tráfico. Su construcción fue un gran logro para los lugareños, ya que además de comunicarlos con el resto del país, se convirtió en una atracción cuando China abrió sus fronteras a los turistas internacionales.
- Datos: Q1028829
- Multimedia: Guoliang Tunnel / Q1028829